# Frulho
Puffinus baroli Bonaparte, 1857, conhecido pelo nome comum de frulho é uma espécie de ave marinha pertencente à família das Procellariidae. A espécie foi recentemente separada de Puffinus assimilis, por autonomização da subespécie Puffinus assimilis baroli, razão pela qual aparece frequentemente referida por este nome. É considerada uma espécie vulnerável pela União Internacional para a Conservação da Natureza, considerada endémica da Macaronésia, com nidificação conhecida nos Açores, Desertas, Selvagens e Canárias. O epíteto específico é uma homenagem ao aristocrata italiano Carlo Tancredi Falletti di Barolo, marquês de Barolo.

## Nomes comuns
Além do nome frulho, que é tido por certos autores como um açorianismo, dá ainda pelos nomes de pardela-pequena e pintainho.

## Descrição
O frulho adulto tem em média 28 cm de comprimento, com uma envergadura de 63 cm. O peso que varia de 140 g e 211 g. A plumagem dorsal é cinzento-escura a negra, a ventral cinzento claro a esbranquiçado. A face é esbranquiçada e a cabeça negra, com a divisão entre a parte escura e a parte clara a ocorrer acima do olho. As patas são azuladas.
As características que distinguem o frulho do Puffinus puffinus e de outras espécies norte-atlânticas do género Puffinus incluem pernas azuladas, uma face mais clara e uma faixa cinza-claro na parte superior das asas, as quais são mais curtas e arredondadas.
O frulho é uma ave de características claramente pelágicas, raramente visitando a terra. São silenciosas no mar, não seguindo as embarcações, mas muito barulhentas quando chegam a terra, principalmente os juvenis. O voo é caracterizado por frequentes batimentos de asas.
Nidifica em tocas escavadas em ilhéus e falésias costeiras, tendo um período reprodutor que se estende desde o início de Dezembro até aos finais de Maio. A postura ocorre a partir de finais de Janeiro, com os ovos a eclodirem em meados de Março. As crias abandonam o ninho em finais de Maio.
Alimenta-se principalmente de pequenos peixes e lulas, que geralmente caça a partir da superfície, embora na busca por alimento frulhos tenham sido observados a mergulhar até 23 m de profundidade e, embora não sendo uma ave migratória, voando até 2 500 km de distância do ninho. Estando em geral as aves marinhas segregadas por nível trófico, o frulho tem elevada capacidade de mudar de dieta conforme a disponibilidade, embora sempre dentro do mesmo nível.
Na região do Atlântico Nordeste, a abundância da espécie tem sofrido um declínio moderado nas últimas décadas, sendo considerada em estado de conservação «vulnerável». A sua população mundial estima-se em menos de 10 000 casais reprodutores. Nos Açores conhecem-se colónias de nidificação em todas as ilhas, com excepção da Terceira, estimando-se a população em 500 a 1000 casais reprodutores.

## Distribuição e taxonomia
A espécie nidifica nos arquipélagos da Macaronésia, com populações representativas nas Selvagens, Desertas e alguns ilhéus dos Açores, Canárias e Cabo Verde.
O género Puffinus apresenta elevada complexidade taxonómica, em particular entre as populações do Oceano Atlântico. No caso do frulho, depois de ser considerado como uma subespécie de P. assimilis (por alguns autores de Puffinus lherminieri), é agora considerado uma espécie com duas subespécies reconhecidas: P. baroli baroli, com nidificação nos arquipélagos dos Açores, Madeira, Selvagens e Canárias; e P. baroli boydi, com nidificação em Cabo Verde.
Apesar de ter sido durante muito tempo considerado como conspecífico Puffinus assimilis, uma ave com distribuição predominantemente no Hemisfério Sul, análises da sequenciação do citocromo b do mtDNA prova que a espécie é muito próxima de Puffinus lherminieri. A existência de diferenciação taxonómica e a disjunção da área de distribuição levaram à aceitação do frulho como uma espécie autónoma, considerando que os resultados obtidos por análise do mtDNA é algo dúbia quando usada ao nível específico no grupo das Procellariiformes, dadas as particularidades genéticas destas aves e o seu tempo de vida médio.
Para além da IUCN, também a British Ornithologists' Union (BOU) e a Clements checklist aceitam P. baroli como uma espécie distinta.